# Lima (Familienname)
Lima ist ein portugiesischer Familienname.

## Namensträger

### A
- Abílo de Deus de Jesus Lima, osttimoresischer Politiker
- Adolfo Lima (* 1990), uruguayischer Fußballspieler
- Adriana Lima (* 1981), brasilianisches Fotomodel
- Afonso de Oliveira Lima (1916–1994), brasilianischer Ordensgeistlicher, Bischof von Brejo
- Afonso Henriques de Lima Barreto (1881–1922), brasilianischer Journalist und Schriftsteller
- Afonso Vilhena Roque Coelho Lima (* 1997), portugiesischer Handballspieler
- Alceu Amoroso Lima (1893–1983), brasilianischer Autor
- Aline de Lima (* 1978), brasilianische Sängerin
- Amilar Pinto de Lima (1931–2016), brasilianischer Politiker
- Ânderson Lima Veiga (* 1973), brasilianischer Fußballspieler
- André Lima (* 1985), brasilianischer Fußballspieler
- André Lima Perlingeiro (* 1969), brasilianischer Beachvolleyballspieler
- André Oliveira de Lima (* 1985), brasilianischer Fußballspieler
- Ângelo de Lima (1872–1921), portugiesischer Lyriker
- Antoni Lima (Antoni Lima Solà; * 1970), andorranischer Fußballspieler
- Antonio Lima (Fußballspieler, 1971) (* 1971), são-toméischer Fußballspieler
- António Lima Pereira (1952–2022), portugiesischer Fußballspieler
- Antônio Lima dos Santos (Lima; 1942–2025), brasilianischer Fußballspieler
- Arthur Moreira Lima (1940–2024), brasilianischer klassischer Pianist
- Augusto Lima (* 1991), brasilianischer Basketballspieler

### B
- Brian Lima (* 1972), samoanischer Rugbyspieler
- Bruno Lima (* 1985), portugiesischer Radrennfahrer
- Bruno Lima (Volleyballspieler) (* 1996), argentinischer Volleyballspieler

### C
- Caetano Antônio Lima dos Santos (1916–2014), brasilianischer Geistlicher, Bischof von Ilhéus
- Carlos Barbosa-Lima (1944–2022), brasilianischer Gitarrist, Arrangeur und Hochschullehrer
- Carlos Lima (Schriftsteller) (Luiz Carlos do Rego Lima; * 1945), brasilianischer Schriftsteller, Dichter, Übersetzer und Hochschullehrer
- Carlos Lima (Fußballspieler) (Calú; * 1983), kapverdischer Fußballspieler
- Carlos Lima (Regisseur), portugiesischer Filmregisseur
- Carlos Lima Fuentes (* 1970), Schweizer Handballspieler und -trainer
- Carlos Fernando dos Santos Lima (* 1964/1965), brasilianischer Jurist und Staatsanwalt
- Carlos Henrique da Rocha Lima (1915–1991), brasilianischer Romanist, Lusitanist und Grammatiker
- Cerqueira Lima, são-toméischer Fußballspieler
- Chely Lima (1957–2023), kubanischer, transsexueller Autor für Literatur, Film, Fernsehen und Theater
- Conceição Lima (* 1961), são-toméische Lyrikerin und Journalistin
- Cremilda de Lima (* 1940), angolanische Kinderbuchautorin
- Cristiano de Lima (1979–2004), brasilianischer Fußballspieler
- Cristina Fontes Lima (* 1958), kapverdische Politikerin

### D
- Daniel Lima dos Santos Daio, são-toméischer Politiker
- Daniela Alves Lima (* 1984), brasilianische Fußballspielerin
- Danyelle Helena da Silva Lima (* 1992), brasilianische Fußballspielerin
- Darcy Lima (* 1962), brasilianischer Schachspieler
- Dermival de Almeida Lima (Baiano, * 1978), brasilianischer Fußballspieler
- Diego da Costa Lima (* 1988), brasilianischer Fußballspieler
- Dudu Lima (* 1988), brasilianischer Fußballspieler
- Dungue Lima (* 1983), são-toméischer Fußballtorhüter

### E
- Edna de Lima (1879–1968), US-amerikanische lyrische Sopranistin und Übersetzerin
- Elba de Pádua Lima (1915–1984), brasilianischer Fußballspieler
- Elon Lages Lima (1929–2017), brasilianischer Mathematiker
- Emily Lima (* 1980), brasilianische Fußballspielerin und -trainerin
- Erik Lima (* 1994), brasilianischer Fußballspieler
- Eurico Nicolau de Lima Neto (* 1994), brasilianischer Fußballspieler, siehe Eurico

### F
- Fabiano de Lima Campos Maria (* 1985), brasilianischer Fußballspieler
- Fábio Lima (* 1993), brasilianischer Fußballspieler
- Fernanda Lima (* 1977), brasilianische Fernsehmoderatorin, Schauspielerin und Model
- Fernando Lima (* 1991), uruguayischer Fußballspieler
- Flávia de Lima (* 1993), brasilianische Mittelstreckenläuferin
- Floriana Lima (* 1981), US-amerikanische Schauspielerin
- Francisco Negrão de Lima (1901–1981), brasilianischer Politiker und Diplomat
- Francisco Lima Soares (* 1964), brasilianischer Geistlicher, Bischof von Carolina

### G
- Gérson Alencar de Lima Junior (* 1985), brasilianischer Fußballspieler, siehe Gérson Magrão
- Gesiel José de Lima (* 1968), brasilianischer Fußballspieler
- Gianluca Lima (* 1994), Schweizer Handballspieler
- Gusttavo Lima (* 1989), brasilianischer Musiker

### H
- Hamlet Lima Quintana (1923–2002), argentinischer Schriftsteller und Musiker
- Henrique Aparecido De Lima (* 1964), brasilianischer Ordensgeistlicher, Bischof von Dourados
- Henrique Cláudio de Lima Vaz (1921–2002), brasilianischer Ordensgeistlicher und Philosoph
- Henrique Pacheco de Lima (* 1985), brasilianischer Fußballspieler
- Henrique da Rocha Lima (1879–1956), brasilianischer Mediziner und Pathologe
- Hermes Lima (1902–1978), brasilianischer Politiker, Premierminister

### I
- Ildefons Lima (* 1979), andorranischer Fußballspieler
- Idner Faustino Lima Martins (* 1978), brasilianischer Volleyballspieler
- Isabel Pires de Lima (* 1952), portugiesische Politikerin und Literaturwissenschaftlerin
- Isabela Lima (* 1990), brasilianische Sängerin, Songwriterin und Tänzerin

### J
- Jádson Lima (* 2003), brasilianischer Sprinter
- Jaílma de Lima (* 1986), brasilianische Sprinterin und Hürdenläuferin
- Jaqueline Lima (* 2001), brasilianische Badmintonspielerin
- Javier Lima († 2019), mexikanischer Fußballspieler
- Jéssica de Lima Gonçalves Lopes Ferreira (* 1981), brasilianische Fußballspielerin
- Jineth Bedoya Lima (* 1974), kolumbianische Journalistin
- Joachim Lima (1875–1936), portugiesischer Geistlicher, Erzbischof von Bombay
- João Lima (Leichtathlet) (1961–2023), portugiesischer Leichtathlet
- João Lima (Radsportler), portugiesischer Radsportler
- João d’Avila Moreira Lima (1919–2011), brasilianischer Geistlicher, Weihbischof in São Sebastião do Rio de Janeiro
- João Nuno Pinto Lima (* 1996), portugiesischer Fußballspieler
- João de Souza Lima (Komponist) (1898–1982), brasilianischer Pianist, Komponist und Dirigent
- João de Souza Lima (Erzbischof) (1913–1984), brasilianischer Ordensgeistlicher, Erzbischof von Manaus
- João Batista Lima Gomes (Mossoró; * 1985), brasilianischer Fußballspieler
- João Vitor Lima Gomes (João Vitor; * 1988), brasilianischer Fußballspieler
- Joelinton Lima Santos (* 1993), brasilianischer Fußballspieler
- Jorge de Lima (1895–1953), brasilianischer Schriftsteller
- Jorge Lima (Schwimmer) (* 1967), angolanischer Schwimmer
- Jorge Lima (Segler) (* 1981), portugiesischer Segler
- José de Lima (1924–2013), brasilianischer Geistlicher, Bischof von Sete Lagoas
- José Lima (Baseballspieler) (1972–2010), dominikanischer Baseballspieler
- José Lima (Rugbyspieler) (* 1992), portugiesischer Rugby-Union-Spieler
- José António Ramalho Lima (* 1966), portugiesischer Fußballspieler
- José Artur de Lima Junior (* 1996), brasilianischer Fußballspieler
- José Carlos de Lima (1955–1988), brasilianischer Radrennfahrer
- José Carlos de Lima Vaz (1928–2008), brasilianischer Theologe und Geistlicher, Erzbischof von Petrópolis
- José Joaquim Lopes de Lima (1796/98–1852), portugiesischer Offizier, Politiker und Administrator
- José Reinaldo de Lima (* 1957), brasilianischer Fußballspieler
- José Lezama Lima (1910–1976), kubanischer Schriftsteller
- José Vieira de Lima (* 1931), brasilianischer Ordensgeistlicher, Bischof von São Luíz de Cáceres
- Josimar Lima (* 1989), niederländisch-kap-verdischer Fußballspieler
- Joviano de Lima Júnior (1942–2012), brasilianischer Ordensgeistlicher, Erzbischof von Ribeirão Preto
- Jucilene de Lima (* 1990), brasilianische Speerwerferin
- Julia Lima (* 1981), russische Opernsängerin (Sopran)

### K
- Képler Laveran Lima Ferreira (* 1983), brasilianischer Fußballspieler, siehe Pepe (Fußballspieler, 1983)
- Kevin Lima (* 1962), US-amerikanischer Filmregisseur

### L
- Laura Lima (* 1971), südamerikanische Künstlerin
- Leandro Cordeiro de Lima Silva (* 1993), brasilianischer Fußballspieler, siehe Leandrinho (Fußballspieler, 1993)
- Leila de Lima (* 1959), philippinische Juristin, Hochschullehrerin und Politikerin
- Letícia Lima (* 2001), brasilianische Leichtathletin
- Lins Lima de Brito (* 1987), brasilianischer Fußballspieler
- Lucas Lima (Fußballspieler, 1990) (* 1990), brasilianischer Fußballspieler
- Lucas Lima (Fußballspieler, 1991) (* 1991), brasilianischer Fußballspieler
- Lucas Lima (Fußballspieler, 2002) (* 2002), schwedisch-brasilianischer Fußballspieler
- Luis Lima (Sänger) (* 1948), argentinischer Opernsänger (Tenor)
- Luís Alves de Lima e Silva (1803–1880), brasilianischer Marschall, Herzog von Caxias
- Luis Augusto Turcios Lima (1941–1966), guatemaltekischer Militär
- Luis Henrique Tomaz de Lima (* 2001), brasilianischer Fußballspieler, siehe Luis Henrique (Fußballspieler, 2001)

### M
- Magda Lima (* 1968), brasilianische Beachvolleyballspielerin
- Manuel Lima (* 1978), portugiesischer Informationsdesigner
- Marcos Aurélio de Oliveira Lima (* 1984), brasilianische Fußballspieler, siehe Marcos Aurélio
- Mariano Lima (* 1989), são-toméischer Fußballspieler
- Marilyn Lima (* 1995), französische Schauspielerin
- Matheus Lima (* 2003), brasilianischer Hürdenläufer
- Maurício Lima (* 1968), brasilianischer Volleyballspieler
- Miguel de Lima Valverde (1872–1951), brasilianischer Geistlicher, Erzbischof von Olinda e Recife
- Moisés Lima Magalhães (* 1988), brasilianischer Fußballspieler

### N
- Negrão de Lima (1901–1981), brasilianischer Politiker und Diplomat
- Nick Lima (* 1994), US-amerikanischer Fußballspieler

### O
- Oscar Lima, osttimoresischer Unternehmer und Unabhängigkeitsaktivist

### P
- Pablo Lima (Fußballspieler, 1981) (* 1981), uruguayischer Fußballspieler
- Pablo Lima (Padelspieler) (* 1986), brasilianischer Padelspieler
- Pablo Lima (Fußballspieler, 1990) (* 1990), uruguayischer Fußballspieler
- Pablo Diogo Lopes de Lima (* 1992), brasilianischer Fußballspieler
- Paulo Lima (Leichtathlet), brasilianischer Leichtathlet
- Paulo Lima (Fußballspieler, 1992) (Paulo Fabián Lima Simoes; * 1992), uruguayischer Fußballspieler
- Paulo César Lima (* 1949), brasilianischer Fußballspieler
- Paulo Gaio Lima (1961–2021), portugiesischer Cellist und Musikpädagoge
- Paulo Henrique Chagas de Lima (* 1989), brasilianischer Fußballspieler, siehe Ganso
- Paulo Sérgio de Oliveira Lima (* 1954), brasilianischer Fußballspieler, siehe Paulo Sérgio (Fußballspieler, 1954)
- Pedro Lima (* 1983), brasilianischer Boxer

### R
- Rafael Lima Pereira (* 1993), brasilianischer Fußballspieler
- Renato Andrew Lima de Carvalho (* 1999), brasilianischer Beachvolleyballspieler
- Reny Lima (* 1986), são-toméischer Fußballspieler
- Ricardo Ribeiro de Lima (* 1989), brasilianischer Fußballspieler, siehe Ricardinho (Fußballspieler, März 1989)
- Rigoberto Lima Choc († 2015), guatemaltekischer Naturschützer
- Robert Lima (* 1972), uruguayischer Fußballspieler
- Rodolfo Lima (* 1980), kapverdischer Fußballspieler
- Rodrigo Lima (* 2003), portugiesischer Mittelstreckenläufer
- Rodrigo José Lima dos Santos (Lima; * 1983), brasilianischer Fußballspieler
- Ronaldo Cunha Lima (1936–2012), brasilianischer Politiker und Schriftsteller
- Rosa von Lima (1586–1617), peruanische Mystikerin und Heilige
- Rosalvo Cordeiro de Lima (* 1962), brasilianischer Geistlicher, Bischof von Itapipoca

### S
- Sacha Lima (* 1981), bolivianischer Fußballspieler
- Salvador Lima (* 1940), mexikanischer Fußballspieler
- Salvatore Lima (1928–1992), italienischer Politiker
- Samuel Ferreira de Lima (* 1967), brasilianischer römisch-katholischer Ordensgeistlicher, Weihbischof in Manaus
- Sandy Leah Lima (* 1983), brasilianische Popsängerin und Songwriterin
- Sebastião Lima Duarte (* 1964), brasilianischer Geistlicher, römisch-katholischer Bischof von Caxias do Maranhão
- Stephanie de Lima (* 1988), kanadische Wasserspringerin

### T
- Taiana Lima (* 1984), brasilianische Beachvolleyballspielerin
- Thales Lima Cruz (* 1989), brasilianischer Fußballspieler
- Thiago de Lima Silva (* 1983), österreichisch-brasilianischer Fußballspieler

### V
- Vanderlei de Lima (* 1969), brasilianischer Langstreckenläufer
- Vasco de Lima Couto (1923–1980), portugiesischer Dichter und Schauspieler
- Venceslau de Sousa Pereira de Lima (1858–1919), portugiesischer Politiker und Premierminister
- Veva de Lima (1886–1963), portugiesische Schriftstellerin, Socialite und Exzentrikerin
- Vicente de Lima (* 1977), brasilianischer Leichtathlet

### W
- William Júnior Salles de Lima Souza (* 1983), brasilianischer Fußballspieler
- Willian Lima (* 2000), brasilianischer Judoka
- Wilson Miranda Lima (* 1976), brasilianischer Politiker